# مقياس هولميز وراهي للتوتر
مقياس هولميز وراهي للتوتر  هي قائمة من ثلاث وأربعون حدث مجهد من الحياة تعد هذه الأحداث من المساهمات للمرض، يعمل هذا المقياس على جمع النقاط المصنفة حسب خطورتها وتصنيف الحدث حسب خطورة هذه النقاط، مثال على ذلك ففي المعهد الأمريكي للإجهاد يعتبر الحصول على درجة 300 وما فوق، تعني أنه بنسبة أكثر من 80% احتمالية الإصابة بالانهيار الصحي خلال عامين، وقد ارتبط الإجهاد بالصحة ففي بعض أدلة على أن الإجهاد المزمن أحد أسباب الاعتلال الصحي، وقد افتقر هذا المقياس من الأدلة على تصنيفاته لنقاطه المستخدمة.